# Центр торгового и бытового обслуживания населения (типовой проект)

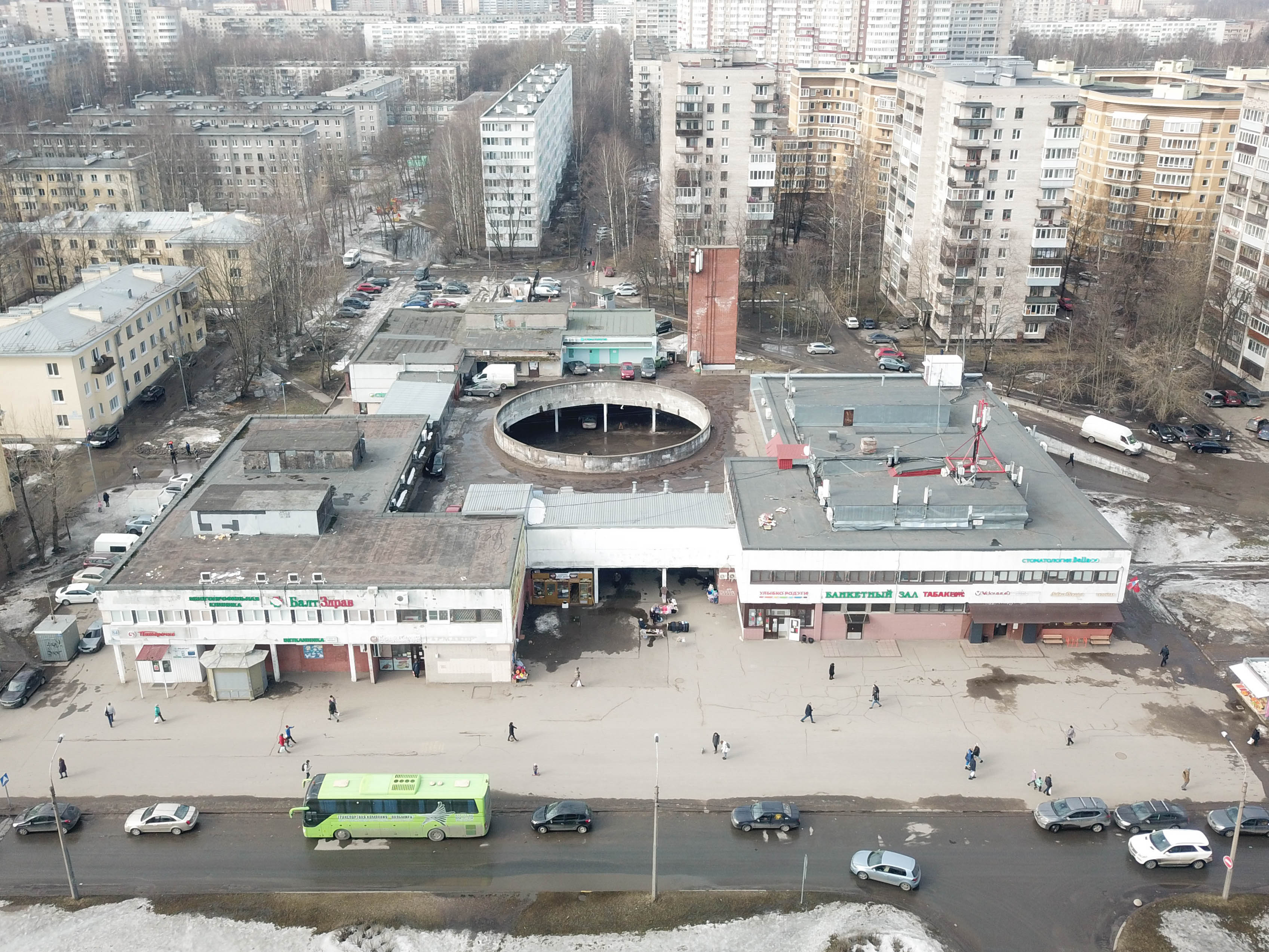
Общий фронтальный вид здания на Гражданском проспекте

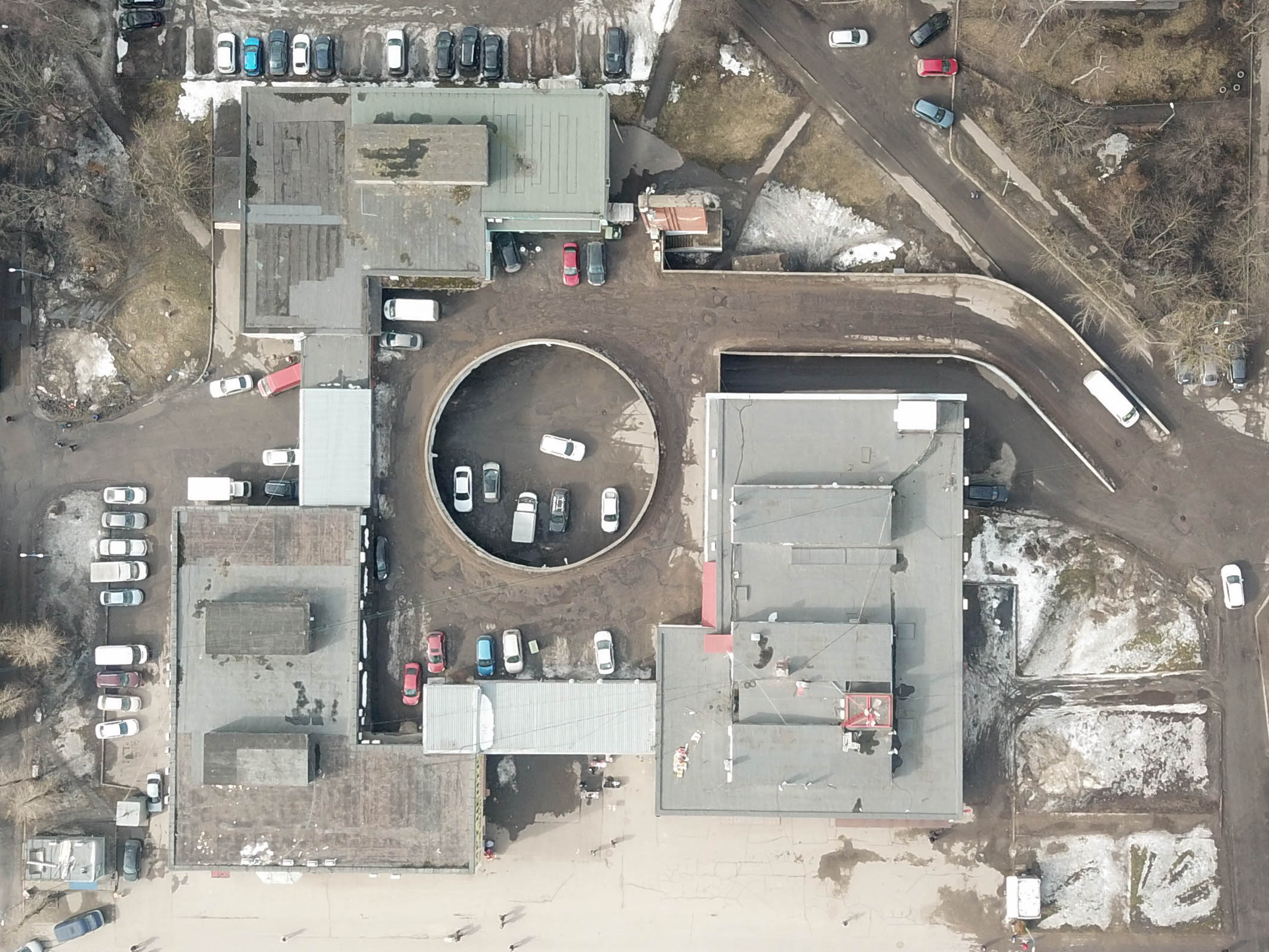
Вид здания на Гражданском проспекте сверху

Центр торгового и бытового обслуживания населения (народные названия «бублик», «шайба» — из-за круглого двора) — проект зданий в стиле советского модернизма. Было решено построить шесть зданий по этому проекту по следующим адресам:
- Наличная улица, 32 корпус 1
- улица Крыленко, 21
- Гражданский проспект, 84
- улица Партизана Германа, 5
- улица Генерала Симоняка, 9
- шоссе Революции, 41 (снесён, у центрального проёма была форма квадрата[1])

Проект центра был рассчитан на 9000 жителей.
Постройки возводились в 1966—1979 годах, архитекторы В. Федорович, Л. Гольдвассер, инженеры М. Стрельцов, Г. Заушневич.
Пустая тара в то время в Ленинграде не утилизировалась, не использовалась повторно, не вывозилась; для решения проблемы замусоривания ближайших территорий (в частности, дворов жилых зданий, в сторону которых выходили задние двери магазинов), разведения потоков машин и людей и отказа от дорогостоящих и трудоёмких из-за угрозы затопления подвалов было предложено сгружаться и разгружаться на втором этаже здания, на который вёл пандус. В круглом дворе предлагалось отдыхать и вырастить деревья, в самом здании должны были одновременно находиться магазины (продукты, промтовары, аптека; треть от общей площади), бытовое обслуживание (химчистка, прачечная, ремонт по металлу), столовая, кулинария, библиотека, лекционно-танцевальный кинозал, комната милиции, приём стеклотары, молочная кухня и туалет, то есть здание было маломасштабным прообразом современного торгово-развлекательного комплекса. Торговля, услуги и общественное питание занимали три разных блока, связанных на уровне второго этажа общим перекрытием. Разделение было сделано для возможности независимого друг от друга ремонта этих блоков.
Остекление в здании сочеталось с тёмными простенками так, чтобы создавался эффект сплошного остекления. Фасады сделаны равнозначными, нет главного входа. Стела была предназначена для размещения рекламы.
Проект не стал успешным из-за качества реализации и утопичности самой идеи «поменять местами верх и низ здания». Перекрытие из-за вибрации допускало протечки, машинам было неудобно разворачиваться на ограниченном пространстве, двор использовался под хозяйственные нужды, туалеты неприятно пахли, пандус зимой в итоге использовали дети для катания на санках.
Существует проект реконструкции проекта, выполненный студентами ИТМО.